# Australutica normanlarseni
Australutica normanlarseni is een spinnensoort in de taxonomische indeling van de mierenjagers (Zodariidae).
Het dier behoort tot het geslacht Australutica. De wetenschappelijke naam van de soort werd voor het eerst geldig gepubliceerd in 2008 door Rudy Jocqué.